# HD 63765 b
Yvaga (también conocido como HD 63765 b) es un planeta extrasolar que orbita la estrella de tipo G de la secuencia principal HD 63765, localizado aproximadamente a 106 años luz, en la constelación de Carina.Este planeta tiene al menos 7 veces la masa de Júpiter y tarda 356 días en completar su periodo orbital, con un semieje mayor de 0,95 UA. Sin embargo, a diferencia de la mayoría de los exoplanetas conocidos, su excentricidad no se conoce, pero es habitual que se desconozca su inclinación. Este planeta fue detectado por HARPS el 19 de octubre de 2009, junto con otros 29 planetas. El astrónomo Wladimir Lyra (2009) ha propuesto Acastus como el nombre común posible para HD 63765 b.